# Conchita Montenegro
Conchita Montenegro, nome d'arte di Concepción Andrés Picado (San Sebastián, 11 settembre 1912 – Madrid, 22 aprile 2007), è stata un'attrice, cantante e ballerina spagnola.

## Biografia
Inizia da piccola a frequentare la Scuola di danza classica, per debuttare in alcune produzioni teatrali spagnole,  partecipando a tournée in Francia e in Germania, sino alla partenza per Hollywood dove sarà scritturata dalla MGM per una serie di film. In alcuni casi si tratta di versioni destinate al pubblico latino-americano e quindi girate appositamente in spagnolo.
Nel 1940, arriva in Italia, chiamata da una coproduzione italo/spagnola per ricoprire la parte di Margherita nella pellicola Amore di ussaro, dopo il quale lavora ad altre produzioni cinematografiche italiane.
Tornata in Spagna nel 1942 partecipa ad altri lavori nel cinema per chiudere la sua carriera nel 1944 e ritirandosi a vita privata, ha sempre rifiutato qualsiasi intervista e non ha mai nemmeno presenziato ad eventi in suo onore.

## Filmografia
- Sortilegio, regia di Agustín De Figueroa (1927)
- Rosa de Madrid, regia di Eusebio Fernández Ardavín (1927)
- Conchita (La Femme et le Pantin), regia di Jacques de Baroncelli (1929)
- Sivigliana (Sevilla de mis amores), regia di Ramón Novarro (1930)
- De frente, marchen, regia di Salvador de Alberich, Edward Sedgwick (1930)
- En cada puerto un amor, regia di Carlos F. Borcosque e Marcel Silver (1931)
- Volubilità (Strangers May Kiss), regia di George Fitzmaurice (1931)
- Su última noche, regia di Carlos F. Borcosque, Chester M. Franklin (1931)
- La voce del sangue (Never the Twain Shall Meet), regia di W. S. Van Dyke (1931)
- Hay que casar al príncipe, regia di Lewis Seiler (1931)
- Carmencita (The Cisco Kid), regia di Irving Cummings (1931)
- La rosa del Texas (The Gay Caballero), regia di Alfred L. Werker (1932)
- Marido y mujer, regia di Bert E. Sebell (1932)
- Dos noches, regia di Carlos F. Borcosque (1933)
- Sfidando la vita (Laughing at Life), regia di Ford Beebe (1933)
- Melodía prohibida, regia di Frank R. Strayer (1933)
- Granaderos del amor, regia di John Reinhardt, Miguel de Zárraga (1934)
- Handy Andy, regia di David Butler (1934)
- Caravane, regia di Erik Charell (1934)
- Hell in the Heavens, regia di John G. Blystone (1934)
- Asegure a su mujer, regia di Lewis Seiler (1935)
- Parisian Life, regia di Robert Siodmak (1936)
- Viva la gloria (La vie parisienne), regia di Robert Siodmak (1936)
- Parata d'amore (Lumières de Paris), regia di Richard Potter (1938)
- El grito de la juventud, regia di Raul Roulien (1939)
- L'or du Cristobal, regia di Jean Stelli, Jacques Becker (1940)
- La nascita di Salomè, regia di Jean Choux (1940)
- Amore di ussaro o El último húsar, regia di Luis Marquina (1940)
- Melodie eterne, regia di Carmine Gallone (1940)
- Yó soy mi rival, regia di Luis Marquina (1940)
- L'uomo del romanzo, regia di Mario Bonnard (1940)
- Giuliano de' Medici, regia di Ladislao Vajda (1941)
- Rojo y negro, regia di Carlos Arévalo (1942)
- Boda en el infierno, regia di Antonio Román (1942)
- Ídolos, regia di Florián Rey (1943)
- Aventura, regia di Jerónimo Mihura (1944)
- Lola Montes, regia di Antonio Román (1944)